# This Is My Time
This Is My Time é o terceiro álbum de estúdio da cantora americana Raven Symoné. O álbum alcançou a #51 posição na Billboard 200 dos EUA com 19 mil cópias vendidas na primeira semana. Raven recebeu boas críticas de críticos e fãs, tanto pela sua maturidade notada nas músicas do álbum e também pela sua maturidade vocal. O álbum já vendeu 235 mil cópias nos Estados Unidos e 1,235,00 milhão de cópias em todo o mundo, O álbum tornou o melhor de vendas da sua carreira musical, devido à popularidade de Raven-Symoné por conta da série de televisão na época, That's So Raven.

## Produção
Raven lançou um EP de cinco faixas com a Hollywood Records em 1 de janeiro de 2004 antes do lançamento de This Is My Time, contendo "Backflip", "Bump", "Overloved", "What Is Love?" e "Mystify". Lançado para promover o álbum completo, o EP só estava disponível em lojas selecionadas e agora uma é muito rara.
Gravado no final de produção do álbum, "Backflip" foi o primeiro single oficial de This Is My Time.
Quatro músicas do álbum foram usadas das trilhas sonoras de filmes da Disney: O Rei Leão 3 - Hakuna Matata com "Grazing in the Grass", The Princess Diaries 2: Royal Engagement com "This Is My Time", Ice Princess com "Bump", e Go Figure com "Life Is Beautiful".

## Comercial
This Is My Time estreou no número cinqüenta na Billboard R&B/Hip-Hop Albums e no número cinquenta e um sobre o Billboard 200, com um moderado sucesso de vendas na primeira semana de 19.000 cópias (melhor estréia no gráfico até à data); fazendo ser primeiro álbum de Raven a entrar nas paradas nos Estados Unidos. Ficou no top 100 de treze semanas, vendendo cerca de 235 mil cópias até em 2 de fevereiro de 2007, segundo a Nielsen SoundScan.

## Faixas
| Edição padrão  |                        |                                                                     |                           |         |  |
| N.º            | Título                 | Compositor(es)                                                      | Produtor(es)              | Duração |  |
| 1.             | "Mystify"              | Jay Condiotti, Matthew Gerrard, Robbie Nevil                        | Gerrard                   | 3:46    |  |
| 2.             | "Backflip"             | Kara DioGuardi, Scott Storch                                        | Storch                    | 3:53    |  |
| 3.             | "What Is Love?"        | Joseph Belmaati, DioGuardi, Mich Hansen, Robin Carlsson             | DioGuardi, J-Spark        | 3:46    |  |
| 4.             | "Overloved"            | Diane Warren                                                        | Walter Afanasieff         | 4:11    |  |
| 5.             | "Set Me Free"          | Raven-Symoné, J. Gass, Robin Thicke, Sean Hurley                    | Pro-Jay, Thicke           | 3:45    |  |
| 6.             | "Alice"                | Raven-Symoné, Jeffrey Fortson, James Joiner III                     | Def Jef, Joiner III       | 3:59    |  |
| 7.             | "Just Fly Away"        | Raven-Symoné, Haskel Jackson, Ray Cham                              | Cham                      | 3:33    |  |
| 8.             | "Bump"                 | Condiotti, Gerrard, Nevil                                           | Garrett                   | 3:28    |  |
| 9.             | "Life Is Beautiful"    | Eve Nelson, Jeffrey Franzel, Maria Biorn Christensen, Shelly Peiken | Penelope Magnet, Trixster | 3:17    |  |
| 10.            | "What's Real?"         | Guy Roche, Peiken                                                   | Magnet, Trixster          | 3:35    |  |
| 11.            | "Grazing In The Grass" | Harry Elston, Philemon Hou                                          | Robbie Buchanan           | 3:08    |  |
| 12.            | "Typical"              | Raven-Symoné, Gerrard, Nevil                                        | Gerrard                   | 3:16    |  |
| 13.            | "This Is My Time"      | Raven-Symoné, Gerrard, Nevil                                        | Gerrard                   | 4:24    |  |
| Duração total: | Duração total:         | Duração total:                                                      | Duração total:            | 48:41   |  |

## Desempenho nas tabelas musicais

### Posições
| Tabelas musicais (2008)            | Melhor posição |
| ---------------------------------- | -------------- |
| Estados Unidos - Billboard 200     | 51             |
| Estados Unidos - Billboard 200     | 50             |
| Canadá - Canadian R&B Albums Chart | 5              |
| - Philippine Pop Albums            | 5              |
| - Philippine R&B/Soul Albums       | 1              |

## Histórico de lançamento
| Pais           | Data                   | Formato              | Editora discográfica   |
| -------------- | ---------------------- | -------------------- | ---------------------- |
| Estados Unidos | 21 de Setembro de 2004 | CD, download digital | Hollywood Records      |
| Canadá         | 21 de Setembro de 2004 | CD, download digital | Hollywood Records      |
| Japão          | 15 de Setembro de 2004 | CD, download digital | Hollywood Records      |
| Europa         | 7 de Setembro de 2004  | CD, download digital | Megaphon Importservice |